# Henriette Confurius
Henriette Confurius (Berlijn, 5 februari 1991) is een Duits-Nederlandse actrice.

## Jeugd en opleiding
Henriette Confurius werd geboren als dochter van de schrijver Gerrit Confurius en een Nederlandse actrice. Ze groeide tweetalig op met Duits en Nederlands in Noord-Duitsland. Toen ze negen jaar oud was, verhuisde het gezin naar Berlijn, waar ze het Goethe-Gymnasium in Berlijn-Wilmersdorf bezocht.
Haar broers Lucas Confurius en Carl Confurius zijn ook acteur. In 2012 verhuisde ze naar Wenen voor twee jaar. Confurius woont in Berlijn.
Dankzij haar Nederlandse moeder spreekt ze vloeiend Nederlands en is ze met verschillende Nederlandse tradities opgegroeid, zoals bijvoorbeeld Sinterklaas vieren en chocoladehagelslag op brood.

## Carrière
In 2001 verscheen Confurius in twee televisieproducties van de Duitse regisseur Ulrich König: als een kleine Celine in Frauen die Prosecco trinken na de roman van Marlene Faro en in de tv-comedy Die Meute der Erben gebaseerd op de roman van Gaby Hauptmann. Sindsdien is ze in verschillende speelfilms en tv-producties verschenen.
In 2002 speelde ze in de speelfilm Mein erstes Wunder, de debuutfilm van regisseur Anne Wild, de rol van het elfjarige meisje Dole, die rebelleert tegen de nieuwe liefdesrelatie van haar alleenstaande moeder en een vriendschap met een man van midden veertig begint.
Verder heeft ze rollen gehad in de krimiseries Polizeiruf 110, en Ein starkes Team. In 2007 had ze de eerste rol in Tatort, in 2011 en 2013 volgden verdere rollen in die serie.
Samen met onder anderen Götz George was Confurius in 2008 te zien als Nico in de tv-film Der Novembermann. In de uit meerdere delen bestaande Die Wölfe speelde ze in een van de hoofdrollen Lotte, een lid van een Berlijnse jeugdbende in de tijd van de Berlijnse blokkade. Hiervoor ontving ze een prijs bij de uitreiking van de Deutsche Fernsehpreis in 2009 samen met vijf andere nieuwkomers. In de Frans-Duitse historische film The Countess die werd geregisseerd door Julie Delpy is Confurius te zien in de rol van Kayla.
In de sprookjesfilm Allerleirauh (2012), gebaseerd op het sprookje Bontepels van de Gebroeders Grimm, speelde Confurius de vrouwelijke hoofdrol, prinses Lotte, die van haar eigen vader, de koning, ontsnapt omdat hij met haar wil trouwen.
In de historische film Die geliebten Schwestern van Dominik Graf, speelde ze de rol van Charlotte von Lengefeld, die met haar zuster Caroline een Ménage à trois had met de Duitse dichter Friedrich Schiller (Florian Stetter). In 2015 en 2018 speelde Confurius in de zesdelige ZDF televisiefilm Tannbach – Schicksal eines Dorfes de rol van Anna von Striesow, dochter van graaf Georg von Striesow (Heiner Lauterbach), die later aan de Oost-Duitse kant de overtuigde communist Friedrich Erler (Jonas Nay) trouwt. Voor haar acteren daar werd ze op 12 november 2015 in de categorie nationale actrice bekroond met de Bambi.
In de sprookjesfilm Das kalte Herz, gebaseerd op het gelijknamige sprookje van Wilhelm Hauff, speelt Confurius de vrouwelijke hoofdrol Liesbeth, die verliefd wordt op de jonge houtskoolbrander Peter Munk. In 2017 speelde ze de dienstmeid Rosa in de ZDF-sprookjesfilm Rübezahls Schatz.

## Filmografie
- 2001: Frauen, die Prosecco trinken (televisiefilm)
- 2001: Die Meute der Erben (televisiefilm)
- 2002: Ballett ist ausgefallen (korte film)
- 2002: Mein erstes Wunder
- 2003: Nachmittag in Siedlisko (korte film)
- 2003: Polizeiruf 110 – Verloren (televisieserie)
- 2004: Bella Block – Das Gegenteil von Liebe (televisieserie)
- 2005: Ein starkes Team – Lebende Ziele (televisieserie)
- 2006: Show Time (korte film)
- 2006: Hilfe, meine Tochter heiratet (televisiefilm)
- 2007: Der Novembermann (televisiefilm)
- 2007: Tatort – Strahlende Zukunft (televisieserie)
- 2007: Notruf Hafenkante – Der verlorene Sohn (televisieserie)
- 2007: In aller Freundschaft – Wiedererweckte Gefühle (televisieserie)
- 2008: Das Geheimnis im Wald (televisiefilm)
- 2009: Die Wölfe (meerdelige televisiefilm)
- 2009: Die Gräfin (The Countess)
- 2009: Ellas Geheimnis (televisiefilm)
- 2009: Jenseits der Mauer (televisiefilm)[11]
- 2009: Ein Fall für zwei – Kleiner Satellit (televisieserie)
- 2010: Inspektor Barbarotti – Mensch ohne Hund (televisieserie)
- 2010: Eichmanns Ende – Liebe, Verrat, Tod (televisiefilm)
- 2010: Küstenwache – Claras Traum (televisieserie)
- 2010: Familie Fröhlich – Schlimmer geht immer (televisiefilm)
- 2011: Der ganz große Traum
- 2011: Liebe am Fjord – Das Meer der Frauen (televisieserie)
- 2011: Tatort – Herrenabend (televisieserie)
- 2011: Ameisen gehen andere Wege
- 2011: Der Staatsanwalt – Liebe und Hass (televisieserie)
- 2012: SOKO Wismar – Kammerflimmern (televisieserie)
- 2012: Die Bergretter – Sicht gleich Null (televisieserie)
- 2012: Countdown – Die Jagd beginnt – Romeo und Julia (televisieserie)
- 2012: Allerleirauh (televisiefilm)
- 2013: Die Holzbaronin (televisiefilm)
- 2013: Tatort – Kalter Engel (televisieserie)
- 2014: Ein blinder Held – Die Liebe des Otto Weidt (televisiefilm)[12]
- 2014: Die geliebten Schwestern
- 2014: Letzte Spur Berlin – Heimweg (televisieserie)
- 2014: Die Fremde und das Dorf (televisiefilm)
- 2015, 2018: Tannbach – Schicksal eines Dorfes (serie 1, aflevering 1–3)
- 2016: Nebel im August
- 2016: Das kalte Herz
- 2017: Rübezahls Schatz (televisiefilm)
- 2018: Tannbach – Schicksal eines Dorfes (serie 2, aflevering 4–6)

- 2018: 1918 Aufstand der Matrosen (doku-Drama)
- 2019: Golden Twenties
- 2020: Die verlorene Tochter (televisieserie)
- 2020: Narziss und Goldmund
- 2021: Das Mädchen und die Spinne
- 2021: Tribes of Europa (televisieserie)
- 2021: Generation Beziehungsunfähig
- 2021: Ich Ich Ich
- 2021: Das Weiße Haus am Rhein (televisie-tweedeler)
- 2022: Schweigend steht der Wald
- 2023: Transatlantic (televisieserie)
- 2024: Sie sagt. Er sagt. (televisiefilm)
- 2024: Die Herrlichkeit des Lebens

## Onderscheidingen
- 2004: Duitse televisieprijs 2004 – voor de rollen in Bella Blok – Das Gegenteil von Liebe, Mein erstes Wunder en Polizeiruf 110: Verloren
- 2009: Duitse televisieprijs 2009 – voor haar rol in Die Wölfe
- 2015: Bambi – actrice, nationaal, voor Tannbach – Schicksal eines Dorfes (seizoen 1)

## Weblinks
- (en)   Henriette Confurius in de Internet Movie Database

- Bibliothèque nationale de France: cb17976228h (data)
- Gemeinsame Normdatei: 143089196
- International Standard Name Identifier: 0000 0001 0833 1697
- Library of Congress Control Number: no2015084715
- Nationale Bibliotheek van Tsjechië: pna2016929852
- Système universitaire de documentation: 190186429
- Virtual International Authority File: 160812964
- WorldCat: E39PBJkhKTgT7VKbDwdB6wjKVC